# 伯特蘭 (密蘇里州)
伯特蘭（英語：Bertrand）是位於美國密蘇里州密西西比縣的城市。

## 人口
根據2020年美國人口普查的數據，伯特蘭的面積為2.14平方千米，皆為陸地。當地共有人口718人，而人口密度為每平方千米336人。